# Elena Georgescu
Elena Georgescu   (Bucarest, 10 d'abril de 1964), de soltera Nedelcu, és una remadora romanesa, ja retirada, que va competir entre finals de la dècada de 1980 i finals de la del 2000.
Durant la seva carrera esportiva va prendre part en cinc edicions dels Jocs Olímpics d'Estiu, tots els compresos entre 1992 i 2008. En aquestes participacions guanyà tres medalles d'or, el 1996, 2000 i 2004, una medalla de plata, el 1992 i una medalla de bronze, el 2008. Totes les medalles les aconseguí en la prova del vuit amb timoner del programa de rem.
En el seu palmarès també destaquen quatre medalles d'or, dues de plata i una de bronze al Campionat del món de rem, entre el 1990 i el 2007 i una d'or al Campionat d'Europa de rem de 2007.